# Banjong Pisanthanakun
 (avril 2013).
Si vous disposez d'ouvrages ou d'articles de référence ou si vous connaissez des sites web de qualité traitant du thème abordé ici, merci de compléter l'article en donnant les références utiles à sa vérifiabilité et en les liant à la section « Notes et références ».
Banjong Pisanthanakun (en thaï : บรรจง ปิสัญธนะกูล), né le 11 septembre 1979 à Bangkok, Thaïlande, est un réalisateur et scénariste thaïlandais.

## Biographie
En 1999, Bangjong Pisanthankun est diplômé de l'université de Chulalongkorn à Bangkok en spécialisation dans le cinéma.
En 2000, il a réalisé un court-métrage, Plae Kao et a été finaliste pour le meilleur film et meilleur scénario lors de la compétition the Click Radio comedy. Ensuite, Colorblind, un court-métrage que Bangjong a écrit et réalisé a été projeté dans plusieurs festivals (the Thai Short Film and Video Festival, the Asian Film Symposium, Raindance, Asiexpo à Lyon, Toronto Reel Asian, Festival international du film fantastique de Puchon et the San Francisco International Asian American Film Festival).
Il a notamment travaillé comme critique de cinéma pour Starpics, un magazine de divertissement cinématographique thaïlandaise populaire et a été choisi comme directeur adjoint pour les publicités télévisées.
Son premier long métrage, Shutter, qu'il a réalisé et écrit avec Parkpoom Wongpoom, a eu un grand succès. Banjong et Parkpoom Wongpoom font encore équipe en 2007 pour le film d'horreur Alone dont ils ont été également en compétition pour le meilleur film asiatique lors du Festival international du film de Bangkok en 2007.
Outre des films d'horreur, il réalise aussi, sous l'influence de la culture populaire de Corée du Sud, des comédies romantiques : Hello Stranger (2010/en Corée) et Fan Day (2016/au Japon).
En 2013, il réalise Pee Mak (thaï : พี่มาก), du nom original complet Pee Mak… Phra Khanong (พี่มาก..พระโขนง). L'histoire est une adaptation de la légende du Mae Nak Phra Khanong (Madame Nak, "fantôme" de Phra Khanong), légende connue de tous les thaïlandais,. Ce film, comme Nang Nak en 1999, est un immense succès en Thaïlande, attirant plus de 10 millions de spectateurs dans les salles de cinéma. Il a de plus été projeté dans toute l'Asie du Sud-Est,, en Corée du Sud, en Chine, en Australie et aux États-Unis.
En 2021, il réalise The Medium, un film d'horreur sur les thèmes de la possession et du chamanisme,.

## Filmographie
Sauf indication contraire, les informations mentionnées dans cette section peuvent être confirmées par la base de données cinématographiques IMDb,  présente dans la section « Liens externes ».
| Année | Films                                                | Profession(s) | Profession(s) | Profession(s)                          | Profession(s) |
| Année | Films                                                | Réalisateur   | Scénariste    | Autre                                  |               |
| ----- | ---------------------------------------------------- | ------------- | ------------- | -------------------------------------- | ------------- |
| 2000  | Plae Kao (court-métrage)                             | ✔️            | ✔️            |                                        |               |
| 2002  | Colorblind (ตาบอดสี) (court-métrage)                  | ✔️            | ✔️            |                                        |               |
| 2004  | Shutter (ชัตเตอร์ กดติดวิญญาณ)                           | ✔️            | ✔️            |                                        |               |
| 2007  | Alone (แฝด)                                          | ✔️            | ✔️            |                                        |               |
| 2007  | The Bedside Detective (สายลับจับบ้านเล็ก)                |               |               | Narrateur (voix du chien, James Bond)  |               |
| 2008  | Phobia (สี่แพร่ง)                                       | ✔️            | ✔️            |                                        |               |
| 2009  | Phobia 2 (ห้าแพร่ง)                                    | ✔️            | ✔️            |                                        |               |
| 2010  | Hello Stranger (กวน มึน โฮ)                           | ✔️            | ✔️            |                                        |               |
| 2012  | The ABCs of Death (court-métrage, N is for Nuptials) | ✔️            | ✔️            |                                        |               |
| 2013  | Pee Mak (พี่มาก..พระโขนง)                              | ✔️            | ✔️            |                                        |               |
| 2015  | Heart Attack (ฟรีแลนซ์..ห้ามป่วย ห้ามพัก ห้ามรักหมอ)         |               |               | Acteur (rôle, ami médecin du Dr Imm, ) |               |
|       |                                                      |               |               |                                        |               |
| 2016  | One Day (แฟนเดย์..แฟนกันแค่วันเดียว),                     | ✔️            | ✔️            |                                        |               |
|       |                                                      |               |               |                                        |               |
| 2021  | The Medium (ร่างทรง)                                  | ✔️            |               |                                        |               |

## Distinctions
Cette section récapitule les principales récompenses et nominations obtenues par Banjong Pisanthanakun. Pour une liste plus complète, se référer à l'Internet Movie Database.
| Année | Cérémonie                                 | Pays                    | Résultat | Prix | Film                     |
| ----- | ----------------------------------------- | ----------------------- | -------- | --- | ------------------------ |
| 2005  | Festival international du film de Bangkok | Drapeau de la Thaïlande | Proposé  | Golden Kinnaree Award (partagé avec Parkpoom Wongpoom)                                                              | Shutter (2004)           |
| 2007  | Austin Fantastic Fest                     | Drapeau des États-Unis  | Remporté | Prix spécial du jury (partagé avec Parkpoom Wongpoom)                                                               | Alone (2007)             |
| 2007  | Austin Fantastic Fest                     | Drapeau des États-Unis  | Proposé  | Prix d'horreur du jury (partagé avec Parkpoom Wongpoom)                                                             | Alone (2007)             |
| 2007  | Screamfest                                | Drapeau des États-Unis  | Remporté | Trophée du festival, Meilleur réalisateur (partagé avec Parkpoom Wongpoom)                                          | Alone (2007)             |
| 2009  | Thailand National Film Association Awards | Drapeau de la Thaïlande | Proposé  | Meilleur scénario (partagé avec Yongyoot Thongkongtoon, Paween Purikitpanya, Parkpoom Wongpoom et Eakasit Thairaat) | Phobia (2008)            |
| 2009  | Far East Film Festival                    | Drapeau de l'Italie     | Proposé  | Prix de l'audience Dragon noir (partagé avec Paween Purikitpanya, Yongyoot Thongkongtoon et Parkpoom Wongpoom)      | Phobia (2008)            |
| 2011  | 6e Festival du film asiatique d'Osaka     | Drapeau du Japon        | Remporté | ABC Award | Hello Stranger (2010)    |
| 2011  | 6e Festival du film asiatique d'Osaka     | Drapeau du Japon        | Remporté | Prix du talent le plus prometteur (partagé avec Parkpoom Wongpoom)                                                  | Hello Stranger (2010)    |
| 2011  | 6e Festival du film asiatique d'Osaka     | Drapeau du Japon        | Proposé  | Grand Prix | Hello Stranger (2010)    |
| 2011  | Thailand National Film Association Awards | Drapeau de la Thaïlande | Proposé  | Meilleur réalisateur                                                                                                | Hello Stranger (2010)    |
| 2011  | Thailand National Film Association Awards | Drapeau de la Thaïlande | Proposé  | Meilleur scénario (partagé avec Nontra Kumwong et Chantavit Dhanasevi)                                              | Hello Stranger (2010)    |
| 2012  | Festival international du film de Chicago | Drapeau des États-Unis  | Proposé  | Gold Hugo (partagé avec l'ensemble des réalisateurs)                                                                | The ABCs of Death (2012) |
| 2014  | Thailand National Film Association Awards | Drapeau de la Thaïlande | Proposé  | Meilleur réalisateur                                                                                                | Pee Mak (2013)           |
| 2014  | Thailand National Film Association Awards | Drapeau de la Thaïlande | Proposé  | Meilleur scénario (partagé avec Nontra Kumwong et Chantavit Dhanasevi)                                              | Pee Mak (2013)           |
| 2017  | Thailand National Film Association Awards | Drapeau de la Thaïlande | Proposé  | Meilleur réalisateur                                                                                                | One Day (2016)           |